# Монтоне
Монто̀не (на италиански: Montone) е село и община в Централна Италия, провинция Перуджа, регион Умбрия. Разположено е на 482 m надморска височина. Населението на общината е 1675 души (към 2010 г.).